# Agalychnis annae
Agalychnis annae is een kikker uit de familie Phyllomedusidae. De soort werd lange tijd tot de familie boomkikkers (Hylidae) gerekend. De kikker werd voor het eerst wetenschappelijk beschreven door William Edward Duellman in 1963. Oorspronkelijk werd de wetenschappelijke naam Phyllomedusa annae gebruikt.

## Verspreidingsgebied
Lange tijd was Agalychnis annae alleen bekend uit Costa Rica. De soort was ooit algemeen in de regenwouden van de Cordillera de Tilarán, de Valle Central en het noordoostelijke deel van de Cordillera de Talamanca op hoogtes tussen de 780 en 1650 meter, maar is inmiddels verdwenen uit onder meer Monteverde en Tapantí. Waren er alleen nog restpopulaties bekend in koffieplantages in de regio van San José, inmiddels lijken de populaties zich te herstellen en wordt de soort weer vaker waargenomen. Hij komt onder meer voor op het terrein van Zoo Simón Bolívar in San José. In 2008 werd de soort voor het eerst ook in Panama aangetroffen in de Serrania de Tabasara nabij La Nevera in de Caribische regio Ngöbe-Buglé. Deze locatie bevindt zich ongeveer 230 km van Moravia de Chirripó, de dichtstbijzijnde bekende populatie in Costa Rica.

## Uiterlijke kenmerken
De lichaamslengte van de vrouwtjes bedraagt tot acht centimeter, de mannetjes blijven iets kleiner tot ongeveer 6 cm. Zoals veel makikikkers heeft ook deze soort een bonte kleurentekening; een helder groene rug, maar hemelsblauwe poten, tenen en soms zelfs flanken. De buik en zwemvliezen zijn rood tot paars, maar kunnen ook gelig tot wit van kleur zijn. De blauwe kleur komt ook terug in rand om de ogen met aan de binnenzijde een zwarte ring zodat ook de ogen goed afsteken. Er zijn echter ook streken waar de intensiteit van de heldere kleuren een stuk minder is, en ook bij vrouwtjes zijn de kleuren matter. De kleur van de opvallend grote ogen is helder geel van kleur, de pupil is verticaal.

## Levenswijze en ontwikkeling
Deze kikker leeft in warme en zeer vochtige streken zoals bergwouden en tropisch regenwoud. Zoals alle bladkikkers zit ook deze soort graag hoog in een boom, overdag onder een blad verstopt en als er 's nachts gejaagd wordt kruipt hij door takken en struiken op zoek naar allerlei insecten. Door de zuignapjes op zijn tenen kan hij veilig landen op bladeren en takken. Ook kleinere gewervelden kunnen worden buitgemaakt.
Agalychnis annae leeft in het natuurlijke verspreidingsgebied bij temperaturen rond 23 graden Celsius. 's Nachts is het wat koeler rond de 18 graden en is een permanent hoge luchtvochtigheid van 50 tot 70 procent. Slechts gedurende enkele maanden per jaar, tijdens het regenseizoen, is de temperatuur en ook luchtvochtigheid hoger, rond de 80%, en worden er eitjes vastgeplakt onder bladeren die boven het water hangen. De embryo's die in de eitjes zitten kunnen bij deze soort tot wel 48 uur eerder uitkomen dan eigenlijk de bedoeling is, bijvoorbeeld als ze worden aangevallen. Ze zijn nog net te onderontwikkeld om te kunnen zwemmen, en zinken naar de bodem maar dat geeft ze een betere kans dan te blijven zitten en te worden opgegeten door bijvoorbeeld wespen of slangen.